# Huawei Y5 2017
Huawei Y5 2017 — смартфон Huawei серіі Y, який був анонсований у квітні 2017 року.
Смартфон прийшов на заміну Huawei Y5 II, але був оснащений більш ємнісною (3 000 мАг) полімерною батареєю та  тонкішим текстурованим корпусом товщиною 8.45 мм. Ще одна особливість — функція Easy Key, використовуючи просте натискання, подвійне натискання або  утримання, можна швидко отримати доступ до різних програм або функцій смартфону.
Смартфон виготовляють у 3 кольорах: сірий, золотий, білий.

## Апаратне забезпечення
Процесор Huawei Y5 2017 — MediaTek MT6580M, 4-ядерний 1.3 ГГц. Він має 4 ядра Cortex-A7 з частотою 1,3 ГГц. Графіка ARM Mali-400 MP2.
В Huawei Y5 2017 вмонтовано скляний 5.0-дюймовий HD дисплей з роздільною здатністю 720 x 1280. Співвідношення сторін 18 на 9. Внутрішня пам'ять складає 16 ГБ, Оперативна пам'ять — 2 ГБ із можливістю розширення користуючись microSD картою пам'яті розміром до 128 Мб. Має 8 Мп основну камеру із подвійним спалахом (діафрагма f/2.0) і 5 Мп фронтальну камеру.
Незнімний акумулятор 3000 мА/г.

## Програмне забезпечення
Huawei Y5 2017 працює на операційній системі Android 6.0 (Marshmallow) з графічною оболонкою EMUI 4.1
Підтримує стандарти зв'язку: 3G (WCDMA/UMTS), 2G (EDGE).
Бездротові інтерфейси: Wi-Fi 802.11 b/g/n, hotspot, Bluetooth 4.0, A2DP, LE. Смартфон підтримує навігаційні системи: GPS, A-GPS, ГЛОНАСС. Має FM радіо.
Телефон підтримує аудіоформати: .mp3, * .mid, * .amr, * .3gp, * .mp4, * .wav, *. ogg
Формати відео: * .3gp, * .mp4, * .webm, * .mkv.